# Fernand Harvey
Pour les articles homonymes, voir Harvey.
Fernand Harvey, né à Montréal en 1943, est un sociologue et un historien québécois.

## Biographie

### Études
Lorsqu'il est au Collège Sainte-Croix, à Montréal, Fernand Harvey choisit d'étudier l'histoire. Sa rencontre avec le sociologue Fernand Dumont l'amène toutefois à réorienter sa carrière vers la sociologie. Harvey est titulaire d'une licence en histoire de l'Université de Montréal (1968) et d'une maîtrise en sociologie de l'Université Laval (1972). Après un stage d'études dans cette discipline à l'École pratique des hautes études à Paris (1972-1973), il retourne à l'Université Laval où il obtiendra, en 1977, un doctorat en sociologie,.

### Enseignement et recherches
Harvey commence sa carrière professorale à l’Université du Québec à Rimouski, où il enseigne de 1973 à 1980, avant de joindre à Québec l'équipe du nouvel Institut québécois de recherche sur la culture (IQRC), fondé en 1979 et présidé par Fernand Dumont. L’IQRC est intégré en 1994 à l’Institut national de la recherche scientifique, un membre du réseau de l'Université du Québec, sous le nom d’INRS-Culture et Société, puis, en 2000, INRS-Urbanisation, Culture et Société après sa fusion avec l'INRS-Urbanisation. En 1998, Fernand Harvey est nommé professeur titulaire de la Chaire Fernand-Dumont sur la culture de l’INRS-Urbanisation, Culture et Société.

### Travaux
Ses premiers travaux, dans les années 1970, portent sur l'histoire ouvrière québécoise. Dans la décennie suivante, il oriente ses recherches vers l'histoire et la sociologie des régions québécoises, de même que la sociologie de la culture au Québec. Ses champs d’intérêt, d’enseignement et de recherche actuels portent sur le « rôle des institutions culturelles publiques en matière de transmission de la culture », les « acteurs culturels dans la production et la diffusion culturelles en milieu urbain » et les « enjeux de la diversité culturelle dans un contexte de mondialisation ».
Fernand Harvey est membre depuis 1997 et secrétaire de la Société des Dix (fauteuil no 8), ainsi que membre de la Société royale du Canada depuis 1999.

## Sélection bibliographique des travaux de Fernand Harvey

### Ouvrages
- Révolution industrielle et travailleurs. Une enquête sur les rapports entre le capital et le travail au Québec à la fin du 19e siècle. Montréal : Boréal Express, 1978.
- (dir.) Le mouvement ouvrier au Québec. Montréal : Boréal Express, 1980.
- Le Musée du Québec, son public, son milieu. Québec, Musée du Québec, 1991.
- (dir.), Médias francophones hors Québec et identité culturelle. Québec : Éditions de l’IQRC, 1992.
- (dir.) La région culturelle. Problématique interdisciplinaire. Québec : CÉFAN/IQRC, 1994.
- (codir. avec Andrée Fortin), La nouvelle culture régionale. Québec : Éditions de l’IQRC, 1995.
- (avec Sophie-Laurence Lamontagne). La production textile domestique au Québec, 1827-1941. Une approche quantitative et régionale. Ottawa : Musée national des sciences et de la technologie, 1997.
- (codir. avec Pierre Hurtubise et Luca Codignola). L’Amérique du Nord française dans les archives religieuses de Rome, 1600-1922 : guide de recherche. Québec : Éditions de l’IQRC, 1999.
- (codir. avec Gérard Beaulieu). Les relations entre le Québec et l’Acadie, 1880-2000 : De la tradition à la modernité. Québec / Moncton : Éditions de l’IQRC / Éditions d’Acadie, 2000.
- (avec Hugo Séguin-Noël et Marie-Josée Verreault). Bibliographie générale de Fernand Dumont : œuvres, études et réception. Québec : Éditions de l'IQRC, 2007.
- Avec Marc Vallières, Yvon Desloges, Andrée Héroux, Réginald Auger, Sophie-Laurence Lamontagne et André Charbonneau, Histoire de Québec et de sa région (volume III), 2008.
- La vision culturelle d’Athanase David, Montréal, Del Busso Éditeur, 2012.
- Le gouvernement Duplessis, l'éducation et la culture, 1944-1959, in « Les cahiers des dix », no 68 (2014), p. 169-247, Québec : Les Éditions La Liberté, 2015.

### Écrits en ligne
- Publications de Fernand Harvey sur le site de la Chaire Fernand-Dumond sur la culture